# Frank Duveneck

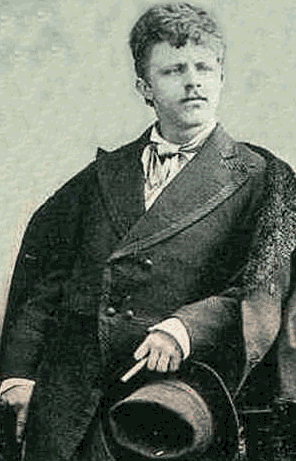
Frank Duveneck, 1874

Frank Duveneck (Covington, Kentucky, 9 oktober 1848 – Cincinnati, 3 januari 1919) was een Amerikaans kunstschilder. Hij schilderde in een realistische stijl, maar werd door zijn latere werk ook wel geassocieerd met het impressionisme.

## Leven en werk

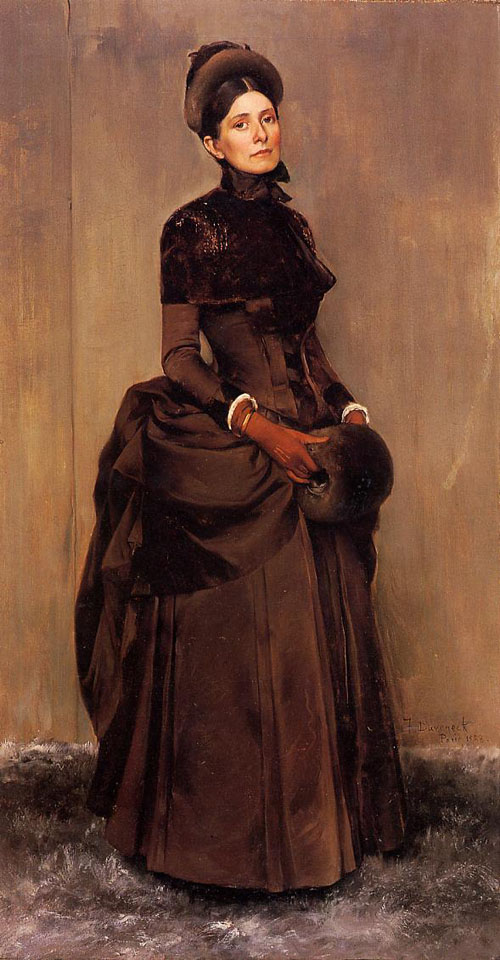
Elizabeth Boott, 1885

Duveneck was de zoon van de Duitse immigranten Bernard en Katherine Decker. Zijn vader overleed kort na zijn geboorte aan cholera, waarna zijn moeder hertrouwde met de winkelier Joseph Duveneck en verhuisde naar Cincinnati. Op zijn vijftiende ging Frank in de leer bij de kerkdecorateur Johann Schmitt, die schilderde in de stijl van de Nazareners. In 1870 ging hij studeren aan de Academie voor Beeldende Kunsten te München, waar hij leerde werken in een donkere, realistische schilderstijl, met  Diego Velázquez en Frans Hals als belangrijke voorbeelden.
In 1873 keerde Duveneck naar Amerika terug en begon te werken als leraar aan het 'Ohio Mechanics Institute'. Al snel ontpopte hij zich tot voorman van een groep jonge Amerikaanse schilders, waaronder William Merritt Chase en zijn leerling John Henry Twachtman, die zich afzetten tegen de romantische stijl van de Hudson River School en een vrijere benadering van de schilderkunst nastreefden.
In 1875 trok de charismatische Duveneck veel aandacht met een tentoonstelling in Boston, waarbij Henry James hem "the unsuspected genius" noemde. Het succes stelde hem in staat naar Europa te reizen. In 1878 werkte hij een periode als docent aan de Academie voor Beeldende Kunsten te München, waar zich een groot aantal jonge Amerikaanse kunstschilders om hem heen schaarden, waaronder Joseph DeCamp, Charles Frederic Ulrich, Elizabeth Adela Forbes en Twachtman, die hem achterna was gereisd. Hij opende er ook een eigen school. Samen met een groep leerlingen, zich de "Duveneck Boys" noemend (onder hen Julius Rolshoven, John White Alexander), maakte hij in 1879 een lange reis naar Italië (Venetië, Florence). 
Duveneck schilderde aanvankelijk vooral landschappen en genrewerken, waarbij zijn realistische opvatting, ondanks de door hem gepropageerde vrije benadering, nog steeds duidelijk herkenbaar bleef. Nadat hij in 1879 te Florence James McNeill Whistler had ontmoet stelde hij zijn stijl enigszins bij richting het impressionisme, vooral zichtbaar in een vlottere penseelhantering en feller kleurgebruik. Van Whistler leerde hij ook de techniek van het etsen. In de jaren 1880 schilderde hij in hoofdzaak nog portretten, welke uiteindelijk ook als zijn beste werken zouden worden beschouwd.
In 1886 huwde Duveneck Elizabeth Boott, een van zijn leerlingen, die ook diverse malen model voor hem zou staan. Ze gingen wonen in Bellosguardo, kregen samen een zoon, maar na twee jaar overleed Elizabeth aan longontsteking te Parijs. Duveneck keerde zwaar aangedaan terug naar Amerika, wijdde zich een periode aan de beeldhouwkunst en maakte onder andere een sculptuur voor het graf van zijn vrouw, nu nog steeds te zien op het Engels Kerkhof te Florence. Duveneck zou de dood van zijn vrouw nooit meer helemaal te boven komen en trok zich steeds meer terug uit het maatschappelijk leven. Hij woonde tot zijn dood in 1919 in zijn geboorteplaats Covington, werkte nog wel als leraar, maar zijn productie als kunstschilder liep allengs terug.
Werk van Duveneck is momenteel onder andere te zien in het Metropolitan Museum of Art in New York, de National Gallery of Art in Washington D.C., het Museum of Fine Arts in Boston en het Cincinnati Art Museum.

## Portretten

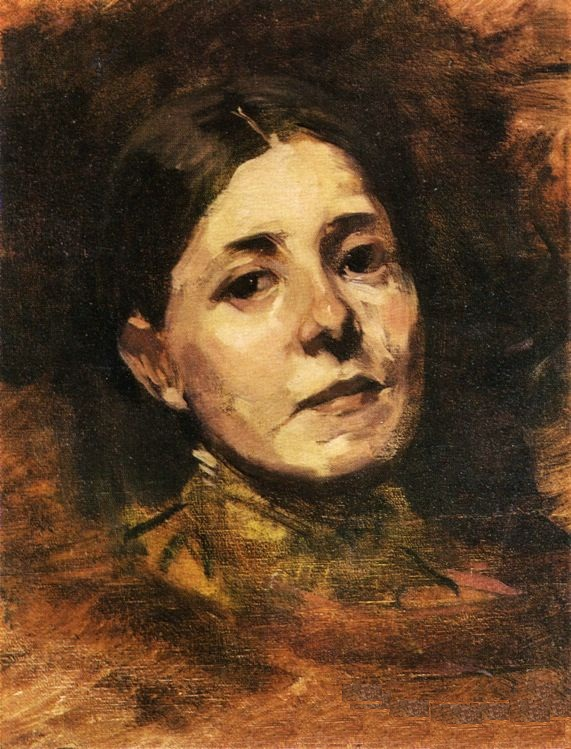
Elizabeth Boott
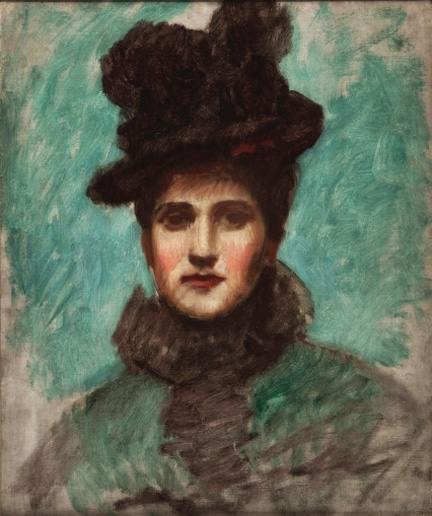
Portrait of a Lady
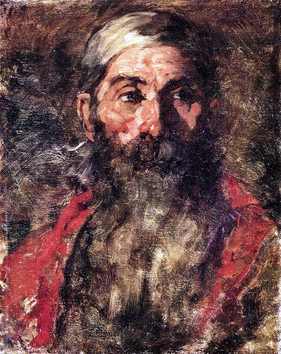
The Old Philosopher
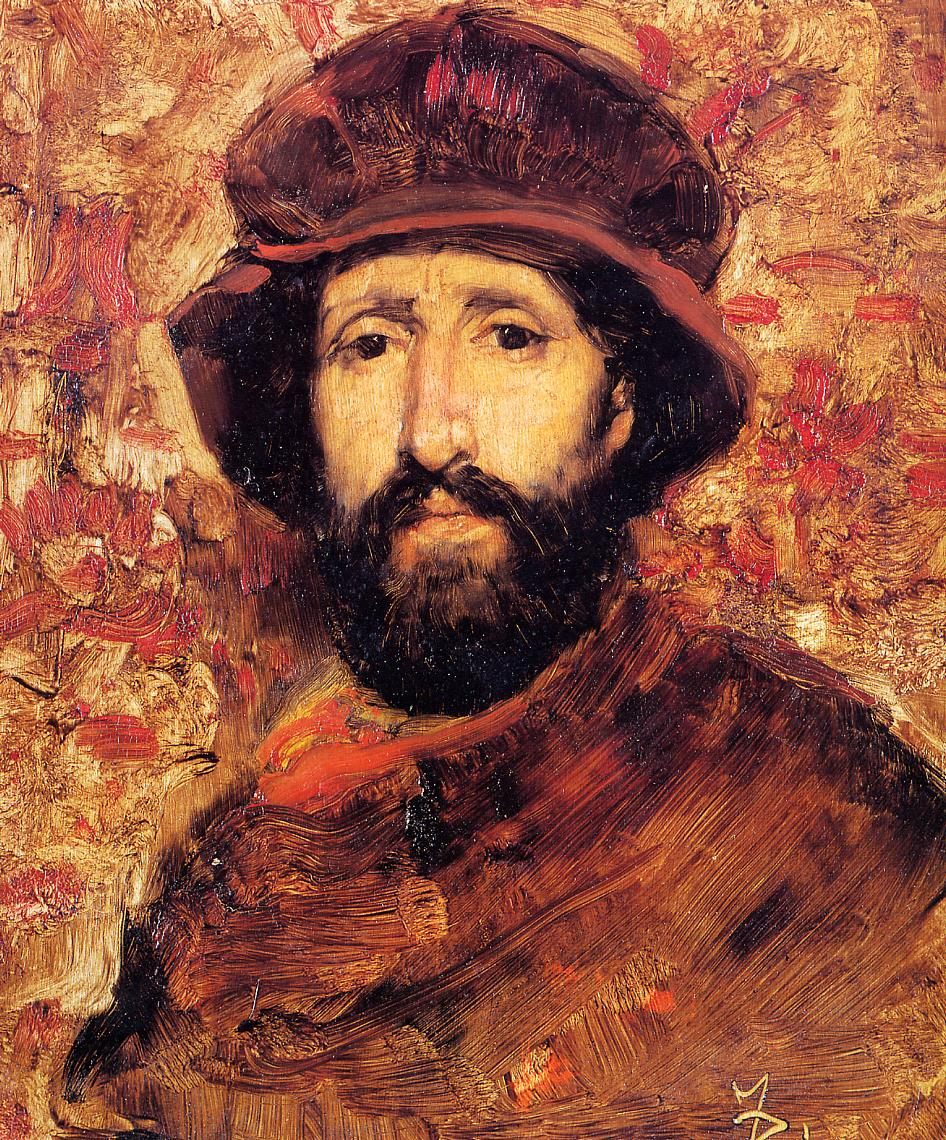
Fellow Artist in Costume
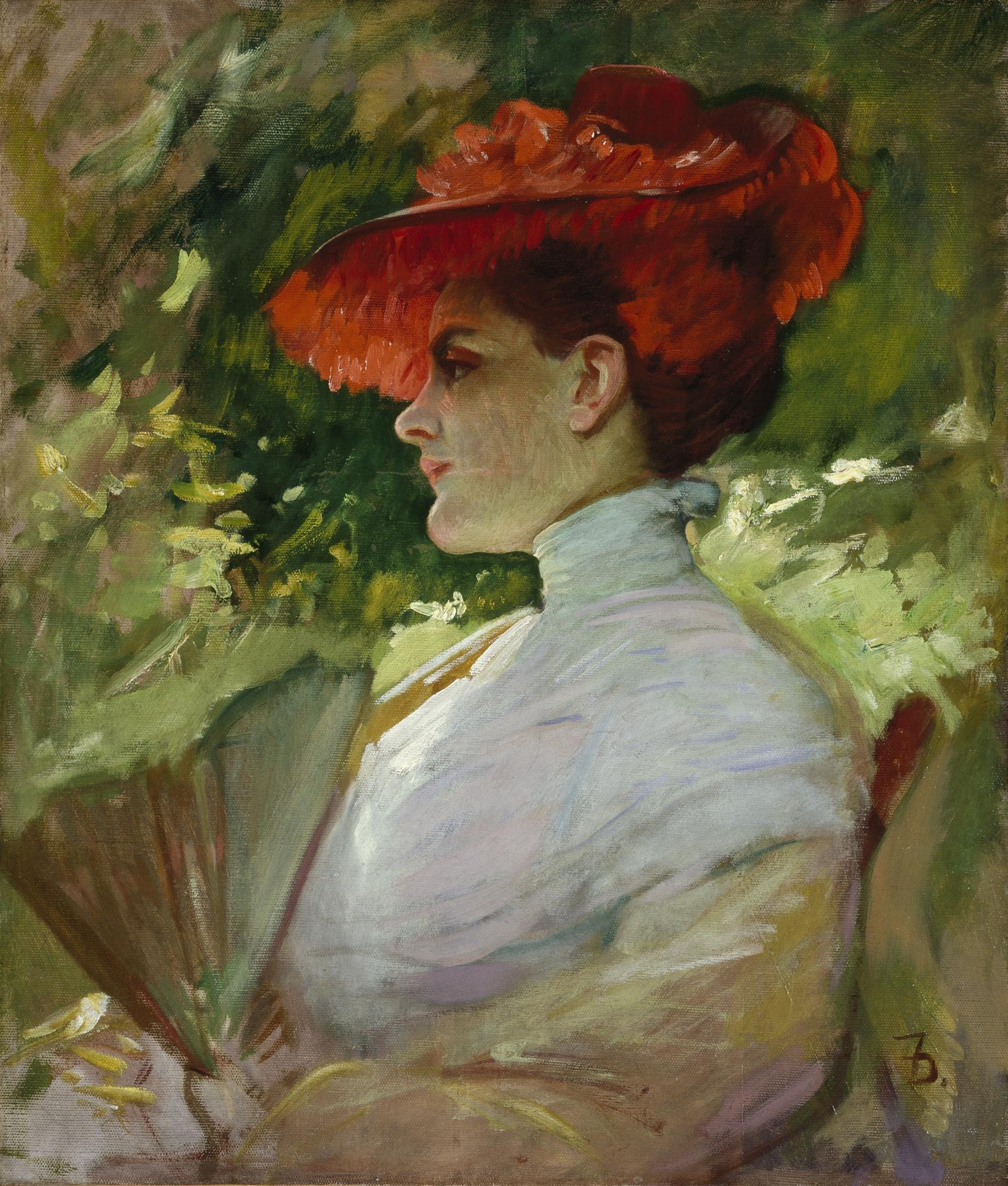
Portrait
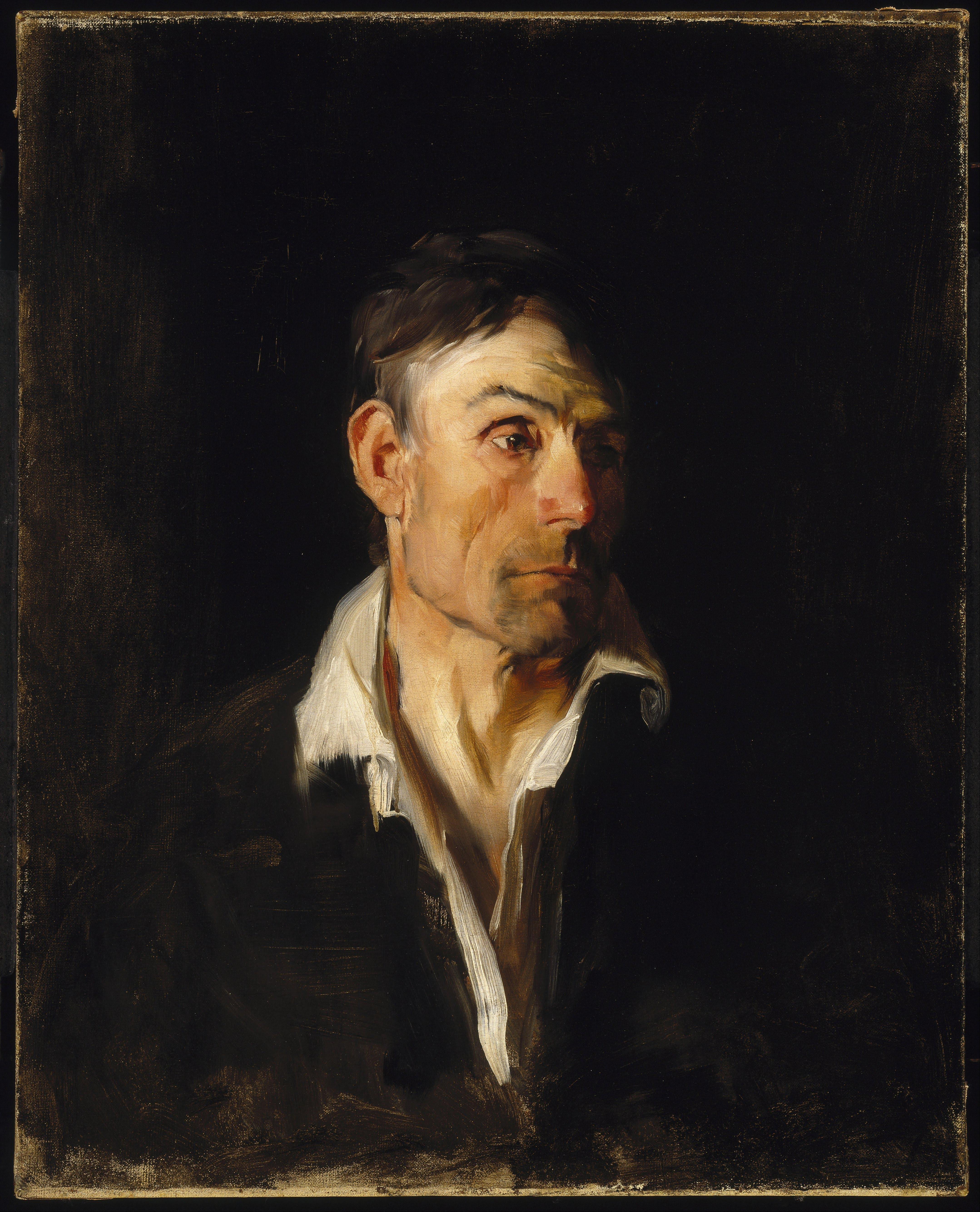
Portrait of a Man
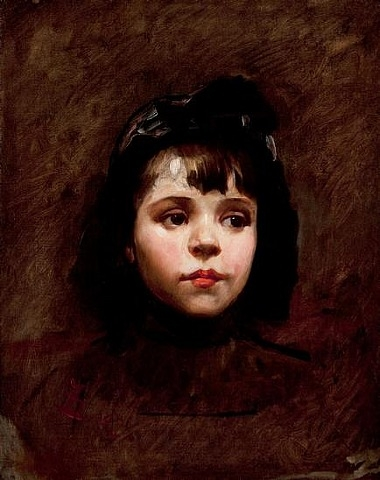
Portrait of a Little Girl
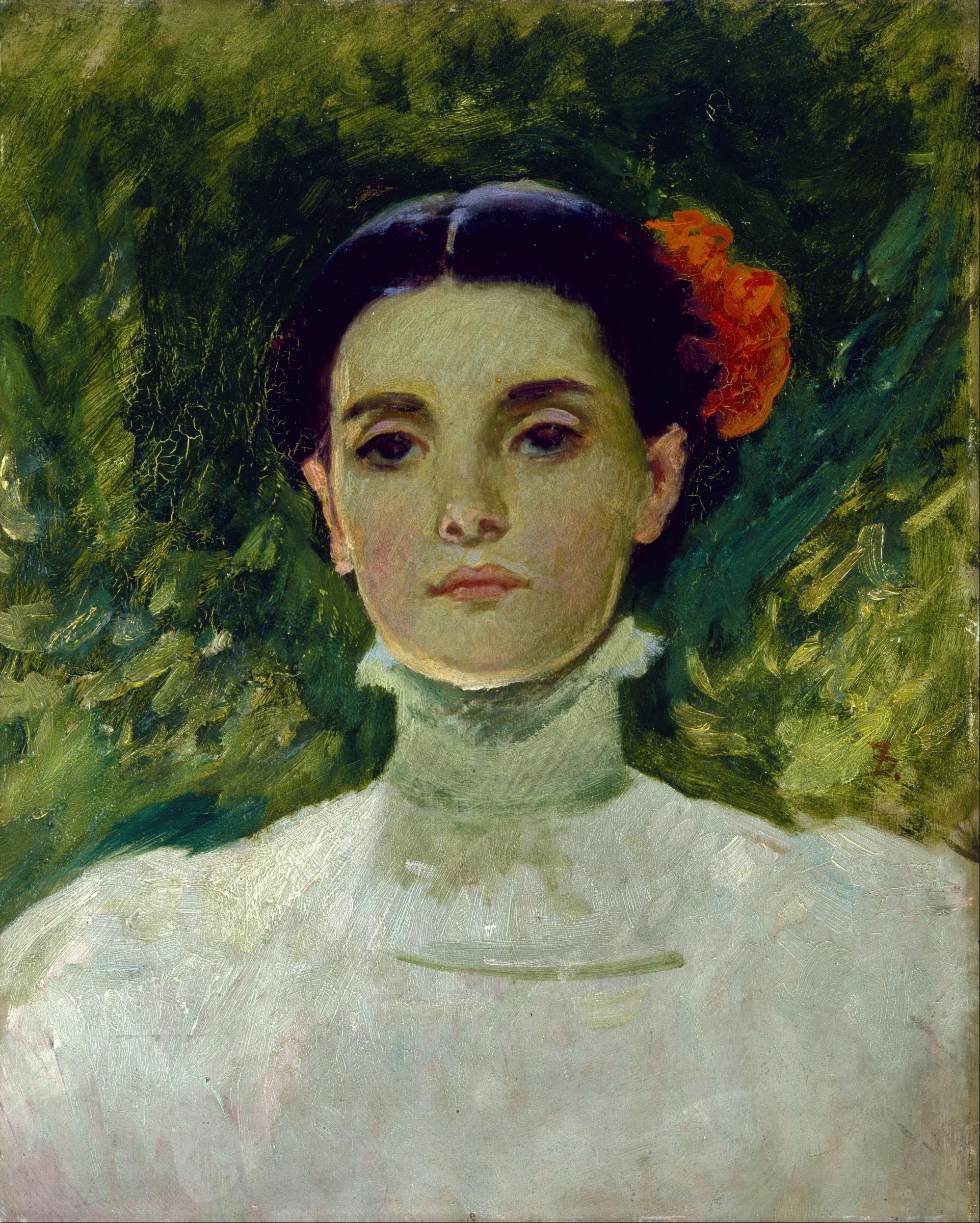
Maggie Wilson, 1898
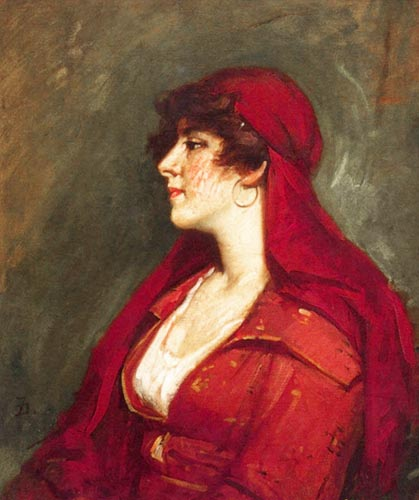
Woman with a Red Shawl
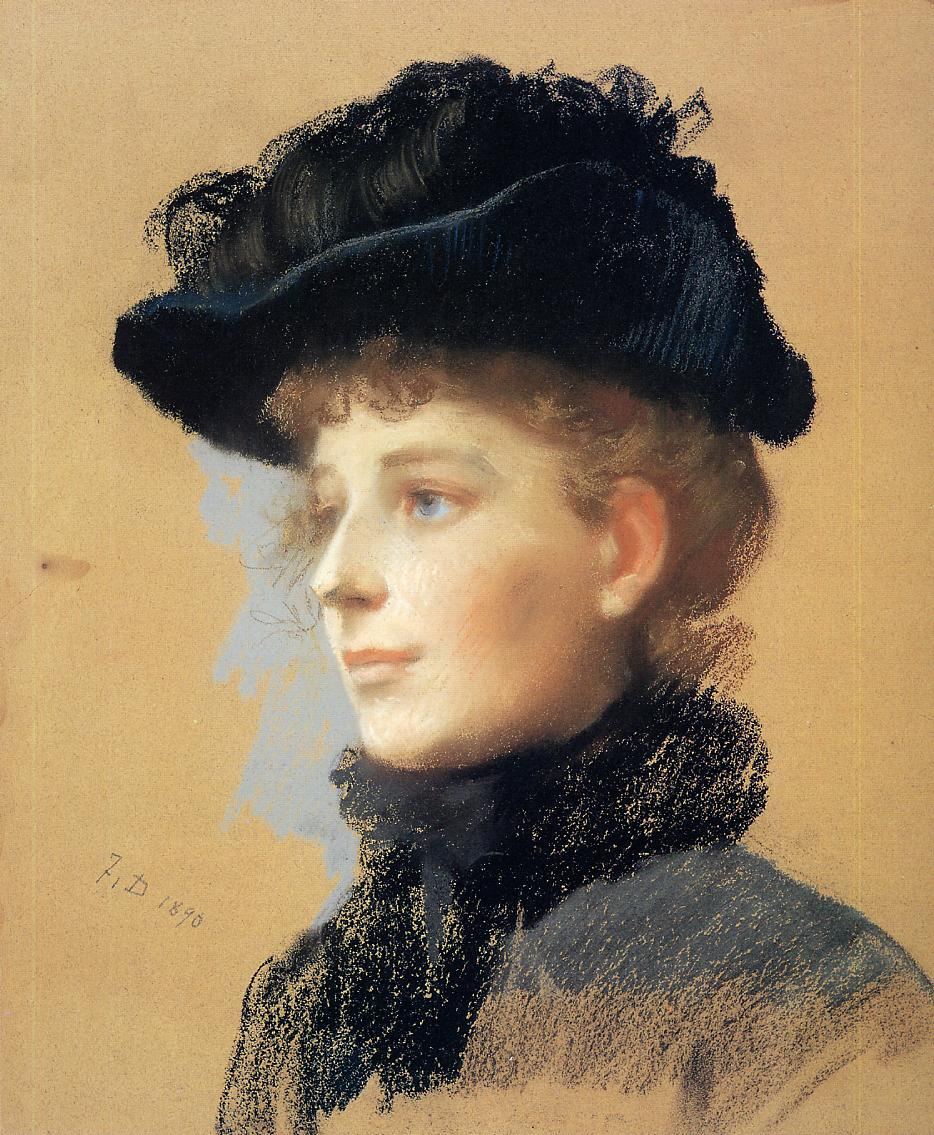
Woman with a Black Hat